# T.I.P.
T.I.P. — другий незалежний альбом репера Young Buck, виданий на інді-лейблі John Galt Entertainment, а не на G-Unit Records.
Платівку записано до того, як Young Buck підписав контракт з G-Unit Records, проте її випустили лише після сольного дебюту Straight Outta Cashville. У 1999 репер став артистом лейблу Totally Independent Productions. T.I.P. розійшовся накладом у більш ніж 26 тис. копій за перший тиждень, зайнявши 40-ве місце Billboard 200. 
Він також посів 11-ту сходинку Top R&B/Hip-Hop Albums.

## Учасники
Мастеринг
- Ерік Конн
- Дон Кобб

Зведення
- Ерік Шиллінґ

Дизайн
- Блейк Франклін

## Чартові позиції
| Чарт (2005)               | Найвища позиція |
| ------------------------- | --------------- |
| США                       | 40              |
| US Top R&B/Hip-Hop Albums | 11              |